# Laydown
Laydown es el tercer lanzamiento oficial de la banda chilena The Ganjas y su segundo álbum de larga duración.

## Lista de canciones
Todas las canciones compuestas por The Ganjas.
| N.º | Título          | Duración |  |
| 1.  | «Tangible Myth» | 6:37     |  |
| 2.  | «Alondra»       | 4:03     |  |
| 3.  | «Cure»          | 4:00     |  |
| 4.  | «Dance Hall»    | 8:54     |  |
| 5.  | «Moonlight Cat» | 6:59     |  |
| 6.  | «Crazy Horse»   | 8:30     |  |
| 7.  | «Lay Down»      | 4:32     |  |
| 8.  | «Mind Rain»     | 5:03     |  |
| 9.  | «Break Up»      | 6:34     |  |

## Créditos

### Banda
- Samuel Maquieira - guitarras, voz
- Pape Astaburuaga - bajo, voz
- Luife Saavedra - teclados, melódica
- Aldo Benincasa - batería
- Álvaro Gómez - conga, hi-hat

### Producción
- Grabado por Álvaro Gómez, Pablo Navarrete y Pape Astaburuaga.
- Mezclado por Samuel Maquieira y Pape Astaburuaga.
- Masterizado por Joaquín García.
- Diseño por Cata López.
- Foto por Samuel Maquieira.
- Foto de la banda por Aldo Benincasa y Cata López.